# NGC 7028
NGC 7028 é uma galáxia espiral na direção da constelação de Delphinus. O objeto foi descoberto pelo astrônomo Albert Marth em 1863, usando um telescópio refletor com abertura de 48 polegadas. 